# Thư viện Quốc gia Tây Ban Nha
Thư viện Quốc gia Tây Ban Nha (tiếng Tây Ban Nha Biblioteca Nacional de España) là thư viện công cộng chính và lớn nhất tại Tây Ban Nha. Thư viện này nằm ở Madrid, trên Paseo de Recoletos. Thư viện được thành lập bởi vua Philip V vào năm 1712 tại Cung điện thư viện công cộng (Biblioteca Pública de Palacio).

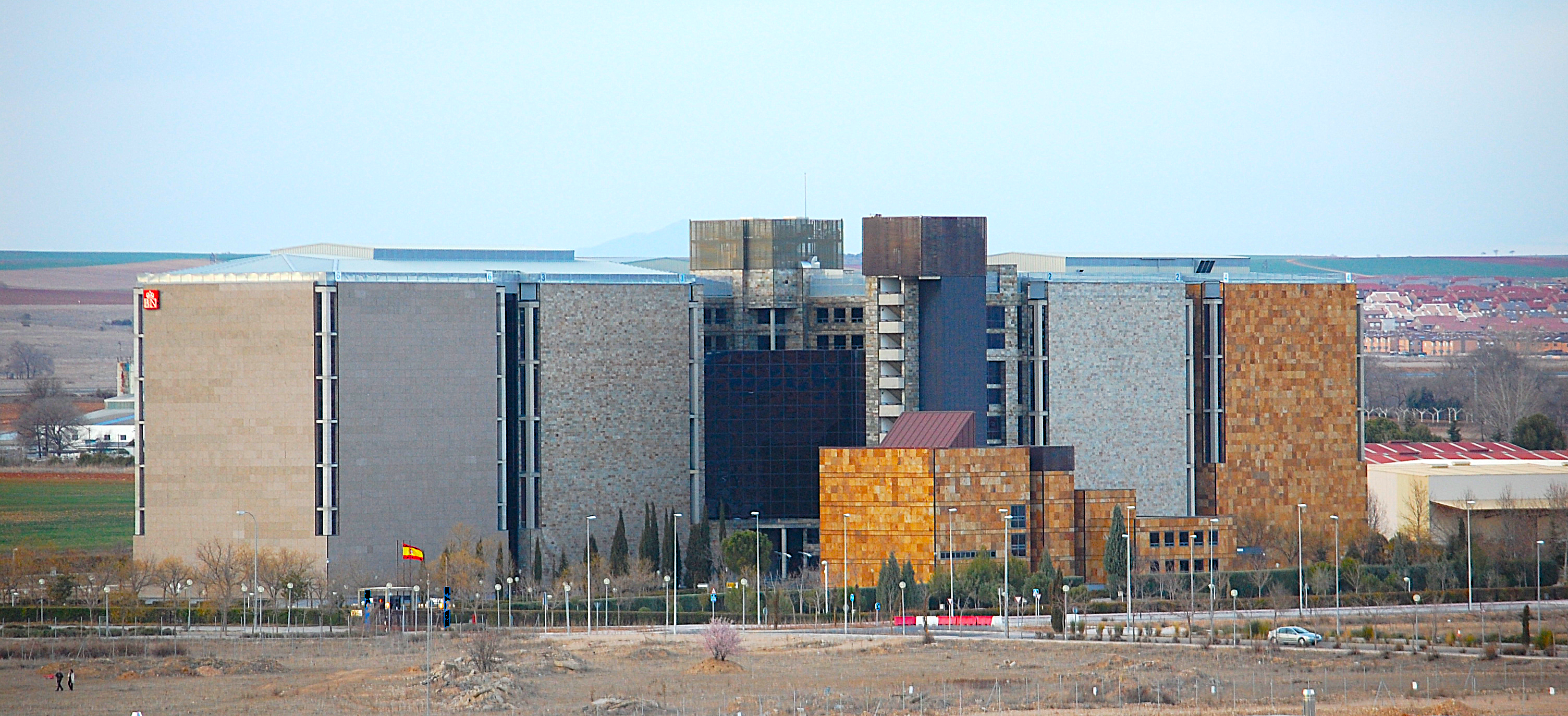
Trụ sở chính của Thư viện Quốc gia Tây Ban Nha tại Alcala de Henares.